# إثميا بيضاء
إثميا بيضاء (الاسم العلمي: Ethmia alba) هي نوع من الحشرات تتبع جنس الإثميا من فصيلة الألاشستيات. تتواجد في مصر وإيران والإمارات العربية المتحدة.